# Polia carbonifera
Polia carbonifera är en fjärilsart som beskrevs av George Francis Hampson 1908. Polia carbonifera ingår i släktet Polia och familjen nattflyn. Inga underarter finns listade i Catalogue of Life.